# カンフーサイボーグ
『カンフーサイボーグ』（原題：機器俠、英題：Kung Fu Cyborg）は、2009年に制作された中国・香港合作のアクション・SF・コメディ映画。ジェフ・ラウ監督、主演はアレックス・フォン、ウー・ジン、フー・ジュン、スン・リー、エリック・ツァン、ロナルド・チェンなど。

日本では2009年、第22回東京国際映画祭「アジアの風」部門で上映され、2011年1月22日よりシアターN渋谷ほかで全国公開。

## ストーリー
近未来、中国のある小さな村の警察にサイボーグ警官K1が預けらえた。サイボーグであることは署長であるタイチョン以外には知らされておらず、彼が思いを寄せる婦人警官ムイがK1に興味を抱き、タイチョンにはそれが面白くなかった。
そんな中、最新型サイボーグK88が自己に目覚め研究所を脱走した。K1はK88を止めようとするが、その際タイチョンが巻き込まれて死んでしまう。K1は、タイチョンの死を隠すべく、彼をロボット化した。

## 出演
- アレックス・フォン - K1
- ウー・ジン - K88
- フー・ジュン - タイチョン
- スン・リー - ムイ
- エリック・ツァン - ラム
- ロナルド・チェン - コン
- ガン・ウェイ - 周素清
- ロー・ガーイン - 英明

## 音楽
主題歌『還我一個角色』
- 作詞：陳少琪／作曲：ロナルド・チェン、鄧建明／編曲：鄧建明、舒文、黄仲賢、Donald Ashley／歌：ロナルド・チェン

挿入歌『記憶』
- 作詞：陳冠鏘／作曲：マーク・リュイ／歌：アレックス・フォン、スン・リー

## DVD
- カンフーサイボーグ DVD （竹書房から2011年5月6日発売）